# Умершие в ноябре 1944 года
Это список известных людей, соответствующих установленным критериям значимости (см. Википедия:Критерии значимости персоналий), умерших в ноябре 1944 года.
Причина смерти указывается лишь в исключительных случаях (убийство, самоубийство, гибель в результате военных действий, смертная казнь, ДТП или несчастные случаи). В остальных случаях — не указывается.

## 1 ноября
- Луиза Каутская (80) — австро-немецкая левая политическая деятельница, член берлинского городского совета от НСДПГ.
- Александр Клубов (26) — Герой Советского Союза.
- Афанасий Парфёнов (30) — Герой Советского Союза.
- Андрей Шептицкий (79) — предстоятель Украинской грекокатолической церкви в 1900—1944 годах, Митрополит Галицкий.

## 2 ноября
- Мехти Гусейнзаде (25) — участник Второй Мировой войны в составе РККА и НОАЮ, Герой Советского Союза (1957).
- Пётр Куприянов — Герой Советского Союза.

## 3 ноября
- Евсюков, Николай Павлович (29) — Герой Советского Союза.
- Ненчев, Теодор (31) — молдавский поэт и редактор.

## 4 ноября
- Андрей Елгин (46) — Герой Советского Союза.
- Гаруш Константинов (23) — участник Великой Отечественной войны, наводчик 76-мм орудия 3-го гвардейского истребительно-противотанкового артиллерийского полка (1-я гвардейская отдельная истребительно-противотанковая артиллерийская бригада, 39-я армия, 3-й Белорусский фронт), Герой Советского Союза гвардии старший сержант.
- Михаил Лагутин — Герой Советского Союза.
- Семён Сулин (35) — Герой Советского Союза.

## 5 ноября
- 5 ноября — Хачик Акопджанян (42) — советский политический деятель, председатель Верховного Совета Армянской ССР (1938-1943), погиб.
- 5 ноября — Иван Надён (20) — Герой Советского Союза.

## 6 ноября
- 6 ноября — Александр Артёмцев — участник Великой Отечественной войны, стрелок 263-го гвардейского стрелкового полка 86-й гвардейской стрелковой дивизии 46-й армии 2-го Украинского фронта, Герой Советского Союза.
- 6 ноября — Мирза Велиев — Герой Советского Союза.
- 6 ноября — Афанасий Волковенко — участник Великой Отечественной войны, Герой Советского Союза.
- 6 ноября — Василий Воронин (27) — Герой Советского Союза.
- 6 ноября — Йонас Шлюпас (83) — литовский социолог, историк, публицист, литературный критик, общественный и политический деятель.

## 7 ноября
- 7 ноября — Рихард Зорге (49) — советский разведчик времён Второй мировой войны, Герой Советского Союза; повешен в японской тюрьме.
- 7 ноября — Владимир Даватц (61) — российский военно-общественный деятель, подпоручик, активный участник Белого движения, галлиполиец, профессор-математик Харьковского университета, журналист, публицист, мемуарист.
- 7 ноября — Григорий Котов (42) — советский военачальник, генерал-лейтенант, в годы Великой Отечественной войны командовал 163-й стрелковой дивизией, 6-м гвардейским стрелковым корпусом, 44-й армией.
- 7 ноября — Иван Мешков (20) — Герой Советского Союза.
- 7 ноября — Степан Черепанов (25) — Герой Советского Союза.

## 9 ноября
- 9 ноября — Винокуров, Александр Николаевич (75) — советский государственный и партийный деятель.
- 9 ноября — Кудряшёв, Владимир Владимирович (42) — график, скульптор, живописец.
- 9 ноября — Ободовский, Василий Григорьевич — Герой Советского Союза.

## 10 ноября
- Юозас Зикарас (63) — литовский скульптор.
- Ван Цзинвэй (61) — политик Китая, соперник Чан Кайши, во время японской оккупации возглавлявший коллаборационистское правительство в Нанкине.

## 11 ноября
- Пётр Козинец (34) — сержант Рабоче-крестьянской Красной Армии, участник Великой Отечественной войны, Герой Советского Союза.
- Фёдор Сироткин (31) — участник Великой Отечественной войны, Герой Советского Союза.

## 12 ноября
- Сергей Беликов — участник Великой Отечественной войны, Герой Советского Союза.
- Иван Гришин — капитан Рабоче-крестьянской Красной Армии, участник Великой Отечественной войны, Герой Советского Союза.

## 13 ноября
- Алексей Богомаз (27) — участник Великой Отечественной войны, Герой Советского Союза.
- Павел Кузнецов — участник Великой Отечественной войны, Герой Советского Союза.
- Николай Полещиков (34) — участник Великой Отечественной войны, Герой Советского Союза.
- Иосиф Уткин (41) — русский и еврейский поэт и журналист; авиакатастрофа.

## 14 ноября
- Чичик, Антон Григорьевич (21) — Полный кавалер Ордена Славы.

## 15 ноября
- Авдеев, Даниил Варфоломеевич (26) — советский офицер, участник итальянского движения Сопротивления.
- Буянов, Николай Григорьевич (19) — участник Движения Сопротивления в Италии в годы Второй мировой войны.

## 16 ноября
- Мехти Ганифа Гусейн-заде (25) — советский лейтенант, югославский партизан и разведчик.
- Александр Дудкин (23) — участник Великой Отечественной войны, Герой Советского Союза.
- Борис Жигулёнков (22) — участник Великой Отечественной войны, Герой Советского Союза.

## 18 ноября
- Ахарон Кабак (62) — еврейский прозаик. Писал на иврите.

## 19 ноября
- Кадыров, Анатолий Николаевич — Полный кавалер ордена Славы.
- Линник, Павел Дмитриевич — ефрейтор Рабоче-крестьянской Красной Армии, участник Великой Отечественной войны, Герой Советского Союза.
- Михайлов, Василий Михайлович (23) — участник Великой Отечественной войны, Герой Советского Союза.
- Рябков, Илья Савельевич — Полный кавалер ордена Славы.
- Ткаченко, Никанор Корнеевич (32) — участник Великой Отечественной войны, Герой Советского Союза.

## 20 ноября
- Иван Ананьев — Герой Советского Союза.
- Григорий Добродомов — Герой Советского Союза.
- Кристапс Упелниекс (53) — офицер русской и латвийской армии.

## 21 ноября
- Ксенофонт Коваль — красноармеец Рабоче-крестьянской Красной Армии, участник Великой Отечественной войны, Герой Советского Союза.

## 22 ноября
- Зульпукар Абдурахманов (20) — участник Великой Отечественной войны, Герой Советского Союза.
- Фёдор Балеста — старший сержант Рабоче-крестьянской Красной Армии, участник Великой Отечественной войны.
- Глеб Котельников — изобретатель авиационного ранцевого парашюта.
- Николай Романовский (44) — белорусский писатель.

## 23 ноября
- Василий Лоскутов — Герой Советского Союза.
- Василий Прохоров — Герой Советского Союза.
- Михаил Соловьёв — Герой Советского Союза.

## 24 ноября
- Лавр Рокин (19) — Герой Советского Союза.

## 25 ноября
- Василий Петров (23) — Герой Советского Союза.

## 26 ноября
- Иван Акулинин (64) — русский военачальник, генерал-майор.

## 27 ноября
- Андрей Блажкун — красноармеец Рабоче-крестьянской Красной Армии, участник Великой Отечественной войны, Герой Советского Союза.
- Теодор Буйницкий (36) — польский поэт, сатирик и журналист.
- Леонид Мандельштам (65) — советский физик, академик АН СССР.

## 28 ноября
- Анатолий Вишневский — Герой Советского Союза.
- Иван Гуров (20) — Герой Советского Союза.
- Василий Мусин — Герой Советского Союза.

## 30 ноября
- Иван Анкудинов (38) — Герой Советского Союза.
- Василий Лобозов (31) — Герой Советского Союза.
- Николай Нестеровский (37) — Герой Советского Союза.